# Jamides zethus
Jamides zethus är en fjärilsart som beskrevs av Jacob Hübner 1816. Jamides zethus ingår i släktet Jamides och familjen juvelvingar. Inga underarter finns listade i Catalogue of Life.